# ان‌جی‌سی ۴۶۶
ان‌جی‌سی ۴۶۶ (انگلیسی: NGC 466) یک کهکشان عدسی شکل که در فاصله ۲۲۷ میلیون سال نوری از زمین و در صورت فلکی توکان قرار دارد. کهکشان NGC 466 توسط اخترشناس جان هرشل در ۳ اکتبر ۱۸۳۶ میلادی کشف شد.